# Pallars Sobirà

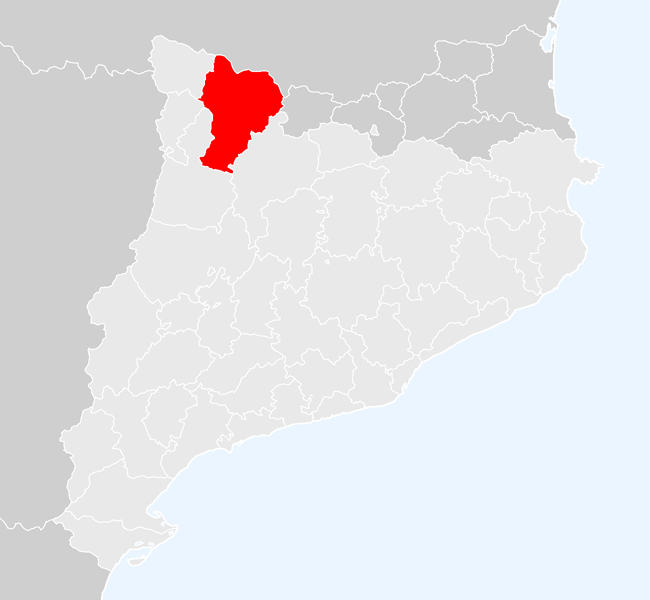
Localização do Pallars Sobirà, na Catalunha.

Pallars Sobirà

Pallars Sobirà é uma região (comarca) da Catalunha. Abarca uma superfície de 1377,92 quilômetros quadrados e possui uma uma população de 7.191 habitantes.

## Subdivisões
A comarca do Pallars Sobirà subdivide-se nos seguintes 15 municípios:
- Alins
- Alt Àneu
- Baix Pallars
- Espot
- Esterri d'Àneu
- Esterri de Cardós
- Farrera
- La Guingueta d'Àneu
- Lladorre
- Llavorsí
- Rialp
- Soriguera
- Sort
- Tírvia
- Vall de Cardós